# Surprise Moriri
Surprise Mohlomolleng Moriri, född 20 mars 1980 i Matibidi, Mpumalanga, är en sydafrikansk fotbollsspelare (mittfältare/anfallare) som spelar för Mamelodi Sundowns och det sydafrikanska landslaget.
Han gjorde sin landslagsdebut den 8 oktober 2003.